# Sammansatt jon
En sammansatt jon eller komplex jon är en atomgrupp, som binds samman av kovalent bindning, men till skillnad från molekyler är nettoladdningen inte noll. Sammansatta joner kan vara positiva (som ammoniumjonen, NH4+) men oftast är de negativa, som nitratjonen (NO3–), hydroxidjonen (OH–) och sulfatjonen (SO{\displaystyle _{4}^{2-}}).